# 南居益
南居益（1565年—1644年），字思受，號二太、损斋，陝西西安府華州渭南縣人，明朝政治人物，進士出身。

## 生平
萬曆二年進士南憲仲之子，萬曆十九年（1591年）辛卯科陕西鄉試第十名舉人，二十九年（1601年）成辛丑科二甲五十三名進士，户部觀政，授刑部主事，三十三年七月往关外审决。三十六年进貴州司郎中，三十八年遷廣平府知府，四十一年三月擢山西提學副使，四十四年升雁門參政，四十七年升任山西按察使，四十八年加升右布政使，照旧管事。天啓元年（1621年）四月轉左布政使，九月升任太僕寺卿，天啟三年（1623年）二月擢為都察院右副都御史、巡抚福建。
荷蘭人佔據澎湖，福建巡抚商周祚私下答應荷蘭舰队司令雷约兹（Cornelis Rijersz Schoonhoffman），只要撤出澎湖，就允許他們在台灣貿易，但雙方一直無法取得共識。最後商周祚命令南路副總兵張嘉策強行要求荷蘭人撤返，“但师行粮从，无饷则无兵。”南京御史游鳳翔痛批：“非惟船不回、城不拆，且来者日多。”最後张嘉策被朝廷革职查办，改由抗倭名将俞大猷之子俞咨皋接任。
天啟三年（1623年）二月，朝廷以南居益取代商周祚出任福建巡抚，南居益“未出都门，辄痛心切齿，毅然以必诛红夷为己任”，集结一万名士兵与两百艘船，包括运兵船、炮船与火船。
天啟四年（1624年）二月，南居益親自乘船到金門，下令渡海出擊收復澎湖。福建總兵俞咨皋、守備王夢熊，率領兵船至澎湖，登陸白沙島，與荷軍接戰。但荷蘭軍隊依仗堅固的工事與戰艦頑抗，澎湖久攻不下。是年九月，總兵俞咨皋統率三軍與荷軍苦戰七個月。
天啟五年（1625年）升工部右侍郎，总督河道，九月因被魏忠贤、黄承昊等人劾奏而被罢官为民。崇禎元年（1628年）被重新起用，任户部右侍郎、总督仓场，曾提议增加军饷。工部尚书张凤翔因军械未能齐备而下狱，南居益代理工部尚书。不久，兵部尚书梁廷栋彈劾郎中王守履失职，南居益上疏说情，被崇禎帝以徇私削籍遣还。不久，又因叙守城功复职。
崇禎十六年（1643年）李自成攻破渭南，招降南居益，不从。十七年（1644年）正月，與族弟南居业绝食而死。

## 家族
曾祖南逢吉，雲南提學副使。祖父南軒，山東參議。父南憲仲，萬曆甲戌進士。伯父南学仲，嘉靖辛酉举人；叔父南師仲，万历进士；南仰仲。

## 延伸阅读
- 《福建省志》，福建省地方誌編纂委員會 編，1992年.